# Pirates of the Barbary Coast
Pirates of the Barbary Coast è un videogioco di commercio marittimo ai tempi dei corsari barbareschi, pubblicato nel 1986 per Atari 8-bit, Atari ST e Commodore 64 dalla StarSoft Development Laboratories Inc. Nel 1987 venne pubblicato dalla Keypunch Software Inc. anche per MS-DOS, mentre la Cascade Games pubblicò in Europa le versioni per le altre piattaforme.

## Trama
Il giocatore impersona il capitano del mercantile American Star nel 1798. Durante una sosta a Casablanca, mentre il capitano era sbarcato, la nave è stata assalita dal pirata Bloodthroat che ha rapito sua figlia Katherine e chiede un riscatto in oro entro trenta giorni. Il capitano dovrà accumulare la somma commerciando lungo le coste mediterranee e atlantiche degli Stati barbareschi e combattendo contro altri pirati. Il nascondiglio di Bloodthroat si trova su un'isola sconosciuta e il capitano dovrà trovare indizi sulla sua posizione, per poter infine pagare il riscatto oppure affrontarlo in battaglia. Su un'isola imprecisata si trova anche un tesoro nascosto che, se ritrovato, darà un grosso aiuto economico al capitano.

## Modalità di gioco
L'interfaccia del gioco è a menù, controllati con un puntatore. La mappa generale mostra sette porti del Nordafrica e alcune isole dell'Atlantico. La navigazione verso la destinazione selezionata è automatica e richiede un certo numero di giorni del tempo di gioco. Le condizioni della nave e dell'equipaggio vanno tenute in considerazione, in particolare si deve stare attenti a non esaurire il cibo.
In ogni porto è possibile comprare e vendere merci (lana, seta, rum, tabacco, ecc.) a prezzi che variano con il luogo e il tempo. Il prezzo effettivo si può contrattare, ma se si insiste troppo il mercante locale si può spazientire e non tratterà più quella merce con il giocatore. Inoltre è sempre possibile, spendendo il necessario oro, commissionare riparazioni, rifornirsi di munizioni e cibo e acquistare informazioni, riguardo ad esempio ai prezzi negli altri porti.
Passando da un porto all'altro è possibile essere attaccati da una nave pirata e combattere con i cannoni, in una sequenza d'azione in tempo reale. La nave nemica passa lentamente davanti ai 15 cannoni del giocatore, mostrati uno alla volta di spalle. Per poter sparare è prima necessario, selezionando nel giusto ordine gli elementi con il puntatore, svolgere le realistiche operazioni di caricamento: inserimento e pressatura polvere, inserimento palla, spazzolatura canna. Per fare fuoco occorre selezionare un cannone e regolare l'alzo, andando per prove ed errori. Solo nell'eventuale battaglia finale con Bloodthroat è possibile la bordata. Le navi possono danneggiarsi a vicenda fino alla sconfitta o finché il giocatore sceglie la fuga. Se si sconfigge l'avversario si potrà scegliere tra impadronirsi del suo oro oppure del registro del capitano, che contiene informazioni.